# سقوط (ترانه)
«سقوط» تک‌آهنگی از هنرمند اهل ایالات متحده آمریکا امینم از آلبوم کامی‌کازه (آلبوم امینم) است.